# Nymph
Nymph was een Nederlands literair tijdschrift dat verscheen van 2000 tot 2004 bij Uitgeverij 521 te Amsterdam.
Nymph plaatste voornamelijk bijdragen (proza, poëzie, beschouwingen) van nog ongepubliceerd literair talent, en organiseerde literaire avonden in Amsterdam. De redactie van het tijdschrift bestond uit Vincent Schmitz (hoofdredactie), Niels Carels, Janneke Jonkman en Martien Bos.
In de jaren negentig bestond Nymph als mededelingenblad van de studie neerlandistiek aan de Universiteit van Amsterdam.
Schrijvers die ooit begonnen bij Nymph zijn onder anderen:
- Laurens Abbink Spaink (Podium)
- Martien van Agtmaal (Van Oorschot)
- Joost Baars (Van Oorschot) (VSB Poëzieprijs 2018)
- Neeltje van Beveren (Meulenhoff/Manteau)
- Bianca Boer (L.J. Veen)
- Beitske Bouwman (Querido)
- Maurice Buehler (Contact)
- Niels Carels (Van Gennep)
- Ricus van de Coevering (Van Gennep) (Academica Debutantenprijs 2009)
- Philip Hoorne (Van Gennep)
- Janneke Jonkman (De Arbeiderspers)
- Rob Kappen (Anthos)
- Walter Kraut (Prometheus)
- Jannah Loontjens (Anthos)
- Eva Meijer (Cossee) (Halewijnprijs)
- Thomas Möhlmann (Prometheus) (Lucy B. & C.W. van der Hoogtprijs 2007)
- Gustaaf Peek (Querido) (BNG Nieuwe Literatuurprijs 2011 en F. Bordewijk-prijs 2011)
- Sven Remijnsen (Carrera, non-fictie)
- Janwillem Slort (Prometheus)
- Roel Smits (Nieuw Amsterdam)
- Erik Solvanger (De Bezige Bij)
- Richard Steegmans (Holland)
- Peter Henk Steenhuis en Tigrelle Uijttewaal (Meulenhoff)
- Femke Sterken (Nijgh & Van Ditmar, non-fictie)
- Willem Thies (Podium) (C. Buddingh'-prijs 2006)
- Menno van der Veen (Atlas Contact)
- Lucas Winnips (521)